# Elea

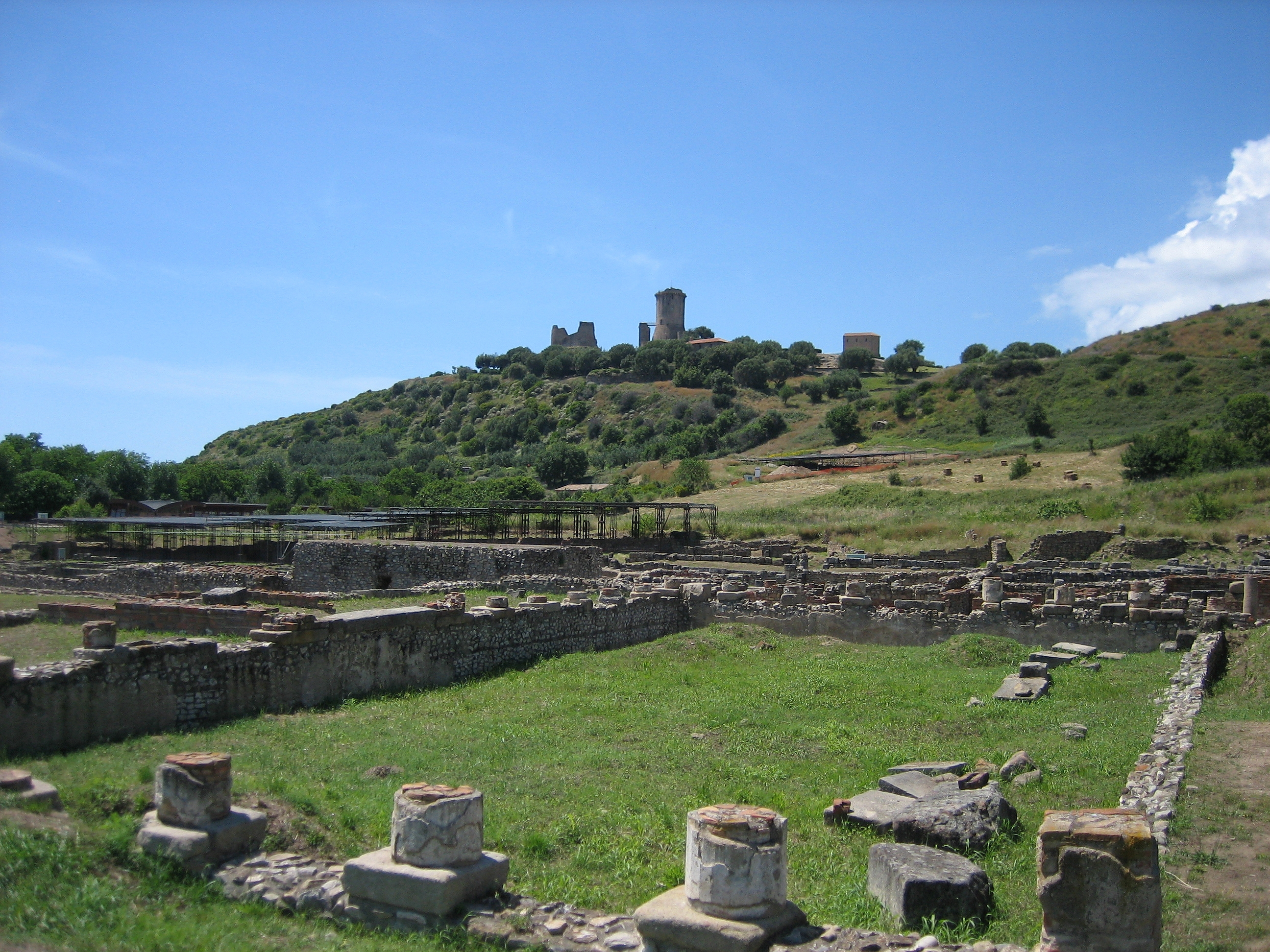
Teile der Ausgrabungsstätte. Der mittelalterliche Turm (Festungsanlage des 15. Jahrhunderts) von Elea wurde aus den Überresten des griechischen Tempels erbaut.

Elea (griechisch Ἐλέα (f. sg.), lateinisch Velia) war eine antike griechische Hafenstadt in der Region Kampanien im Süden Italiens. Heute liegt das Ausgrabungsgelände aufgrund von Verlandung knapp einen Kilometer vom Meer entfernt und gehört zum modernen Küstenort Ascea. Die Stadt ist bekannt als Heimat der Philosophenschule der Eleaten, zu deren bekannteren Vertretern Parmenides und Zenon von Elea gehörten.

## Geschichte

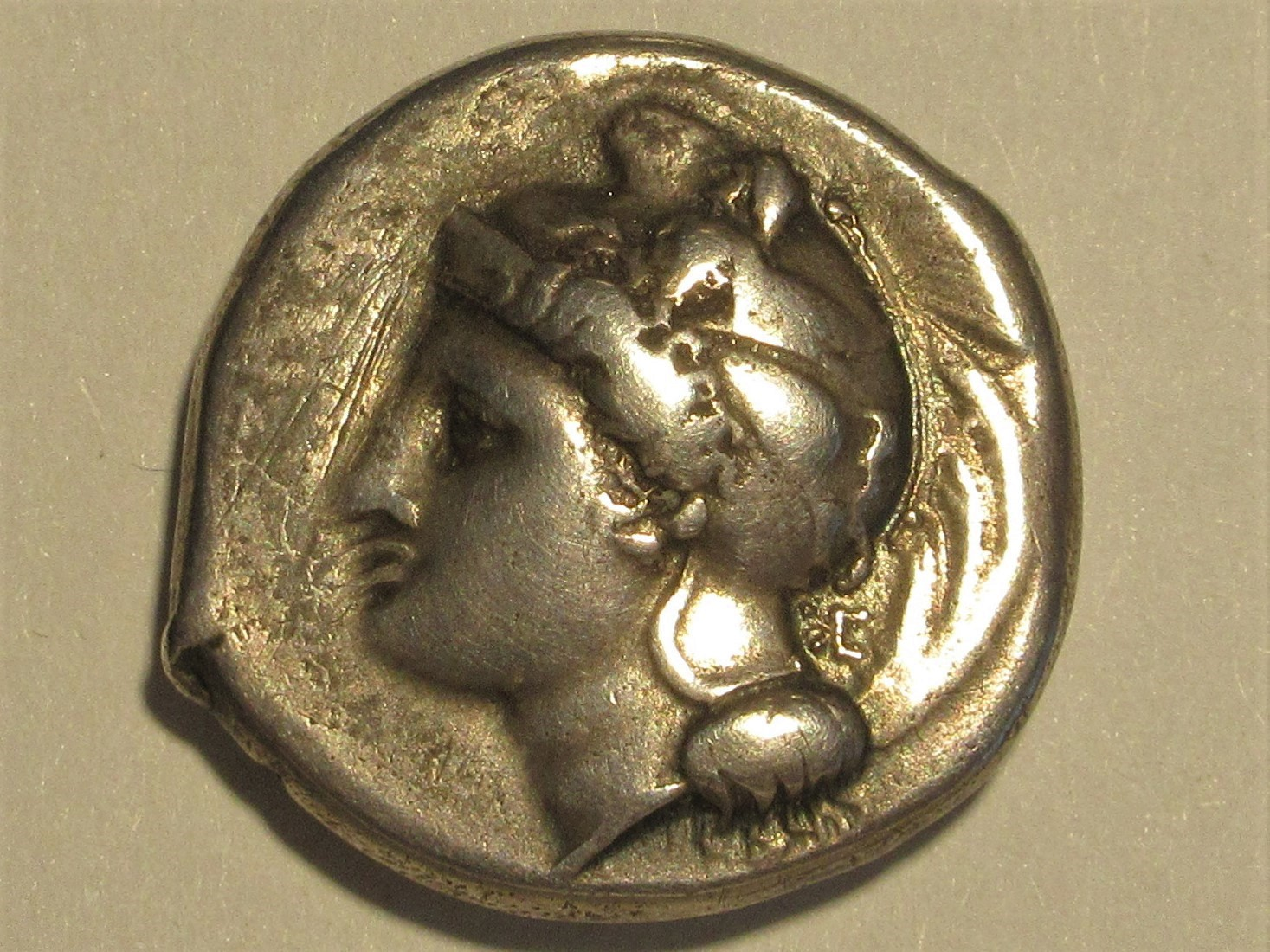
Stater aus Elea, Athene mit Sphinx auf Helm

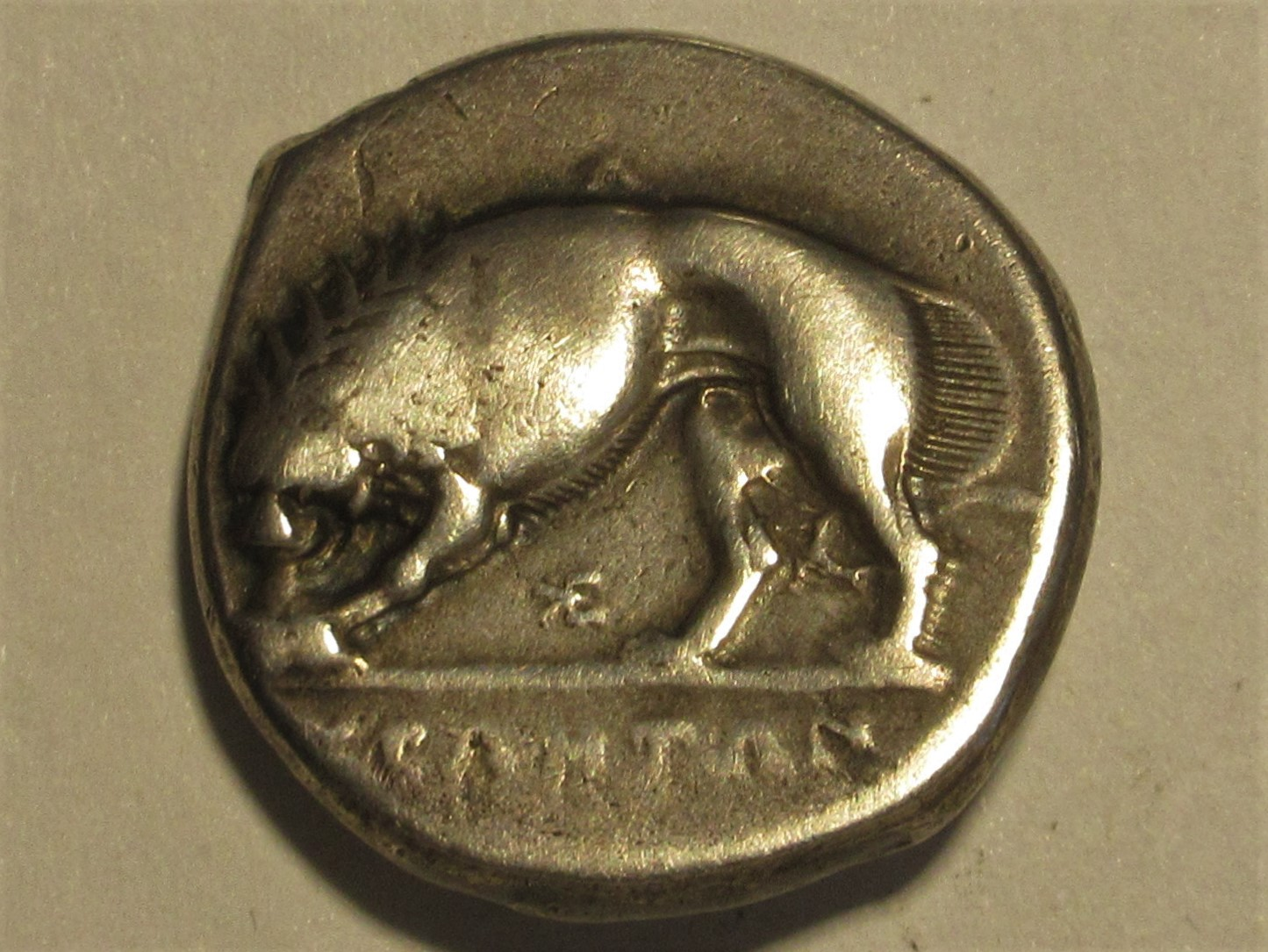
Rückseite des Staters, Löwe

Um 540 v. Chr. wurde die Stadt, zunächst altgriechisch Ὑέλη Hyele (f. sg.), von phokäischen Griechen gegründet. Diese waren vor der persischen Invasion geflohen und hatten zunächst die Stadt Alalia (heute Aléria) auf Korsika gegründet, waren dann aber in der Schlacht von Alalia durch die Etrusker und Karthager vertrieben worden. Elea gehörte somit zur Magna Graecia, den griechischen Kolonien Süditaliens. Die Stadt entwickelte sich zunächst rasch zu einer vergleichsweise einflussreichen Handelsstadt, die im 4. Jahrhundert v. Chr. als Mitglied des Bundes der Italioten am Krieg gegen Dionysios I. von Syrakus teilnahm.
Im Ersten Punischen Krieg war Elea ein enger Verbündeter Roms und avancierte im Zweiten Punischen Krieg zeitweise zu einem wichtigen Militärstützpunkt. 89/88 v. Chr. wurde Elea unter der neuen Namensform Velia zum Municipium erhoben und mit dem Bürgerrecht versehen. Im Küstenumland von Velia unterhielten einflussreiche römische Bürger, wie etwa Marcus Tullius Cicero und der jüngere Cato, gut ausgestattete Wohnsitze.
Durch Verlagerung der Handelsströme und Verlandung des Hafens verarmte die Stadt und wurde schließlich etwa im 9. Jahrhundert vollständig aufgegeben. Heute sind die Ruinen der Stadt ein Teil des Cilento-Nationalparks, der zum UNESCO-Welterbe gehört.

## Münzprägung
Die Prägung eigener Münzen setzte bereits vor 500 v. Chr. ein. Die frühen Münzen sind unbeschriftet. Die Vorderseiten der Münzen zeigen häufig die Göttin Athene mit attischem Helm, die Rückseiten oft die Eule nach attischem Vorbild oder einen Löwen. Geprägt wurden zunächst nur Silbermünzen, später (ab ca. 350–300 v. Chr.) auch Bronzemünzen als Kleingeld.

## Archäologischer Park
Die ältesten noch sichtbaren Teile der Stadtanlage (4. Jahrhundert v. Chr.) sind im Süden die Porta Marina sud zum ehemaligen Hafen, die Stadtmauer und nördlich davon die Porta Rosa, jeweils aus Sandsteinblöcken bestehend. Im „Südviertel“ verläuft geradlinig die gepflasterte Hauptstraße (Via di Porta Marina) und trennt griechische Wohnhäuser im Nordwesten von augusteischen Gebäuden im Südosten. Die Hauptstraße zieht hinter diesem Gebäudekomplex nach Norden als Via di Porta Rosa bis zu eben diesem Tor weiter, vorbei an den westlich gelegenen Resten von Thermen aus dem 2. Jahrhundert v. Chr. und einem hellenistischen Brunnen (Pozzo Sacro). Ein Asklepios-Heiligtum aus hellenistischer Zeit liegt östlich der Straße, gegenüber dem Akropolis-Hügel. In dessen Hang wurde um 300 v. Chr. das Theater eingebaut, das bis weit in die römische Zeit genutzt und dabei in der ersten Hälfte des 3. Jahrhunderts n. Chr. sowie in der zweiten Hälfte des 5. Jahrhunderts erweitert wurde.
Auf der Akropolis sind die Fundamente eines großen, vermutlich ionischen Athene-Tempels zu sehen, der in die Zeit des frühen Hellenismus datiert wird. In direkter Nachbarschaft dazu befindet sich ein weiterer, noch einmal etwas älterer Tempel, der aus der Gründungsphase der Stadt um 540/530 v. Chr. stammt. In hellenistischer Zeit wurde das gesamte Tempelareal durch die Anlage einer Säulenhalle (Stoa) um den Athene-Tempel deutlich umgestaltet. Auf der Akropolis befinden sich auch die mittelalterlichen Bauwerke von Velia: Der Torre di Sanseverino, ein normannisch-angiovinischer Festungsturm, die Capella Palatina aus dem 12. Jahrhundert sowie ein Stück darunter die Chiesa Santa Maria di Porto Salvo.

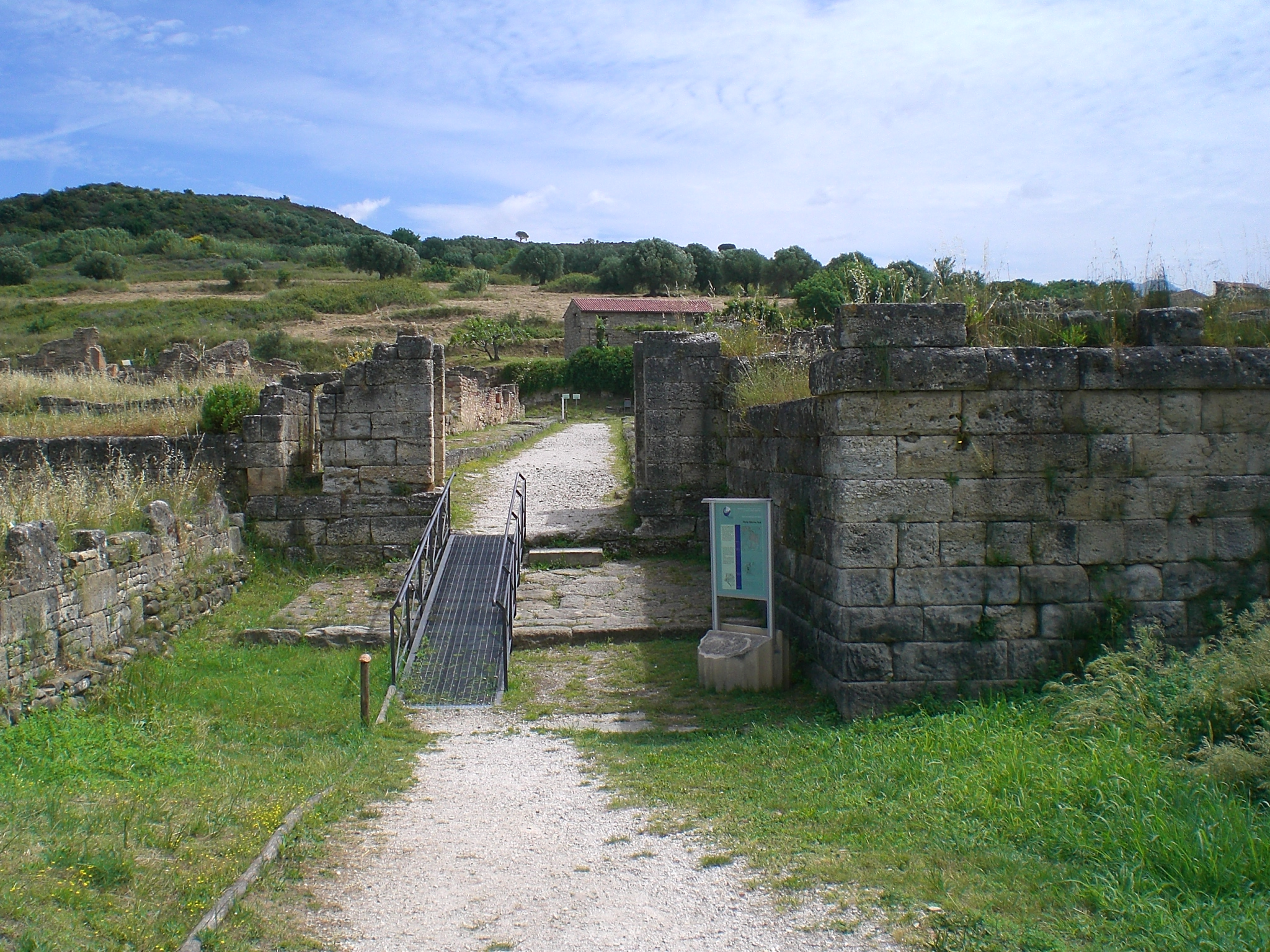
Porta Marina sud
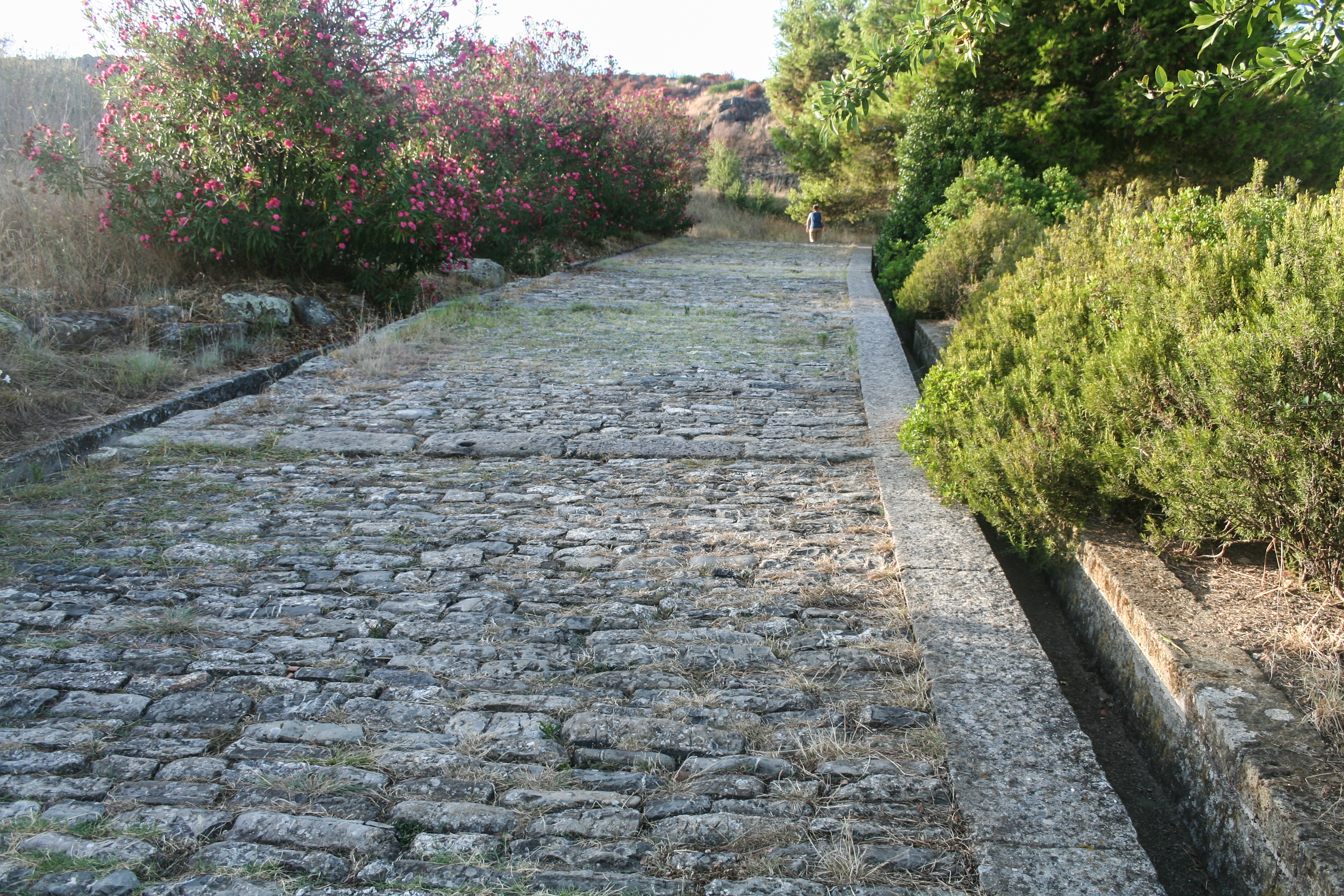
Straße aus dem 4./3. Jahrhundert v. Chr.
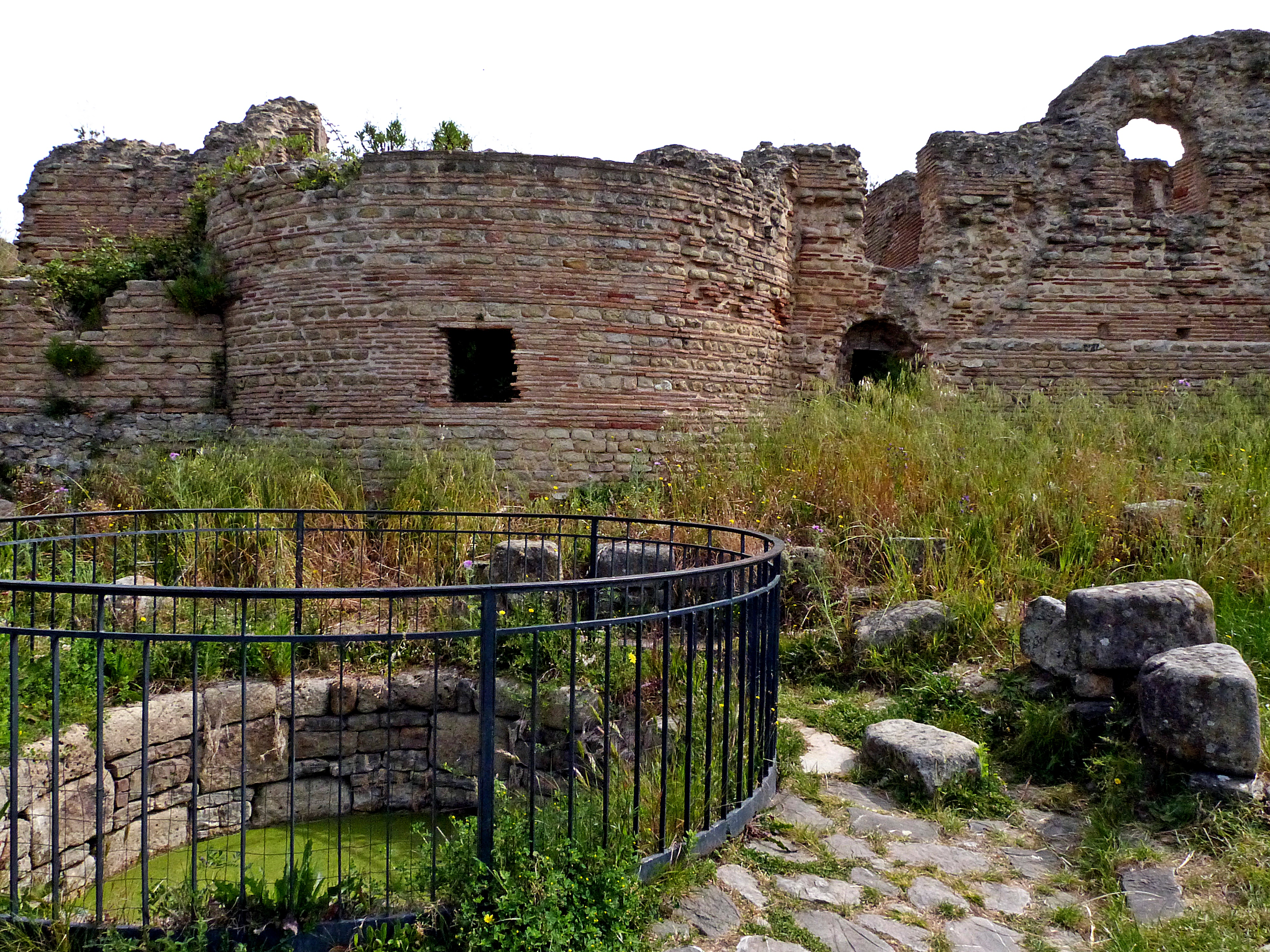
Heiliger Brunnen
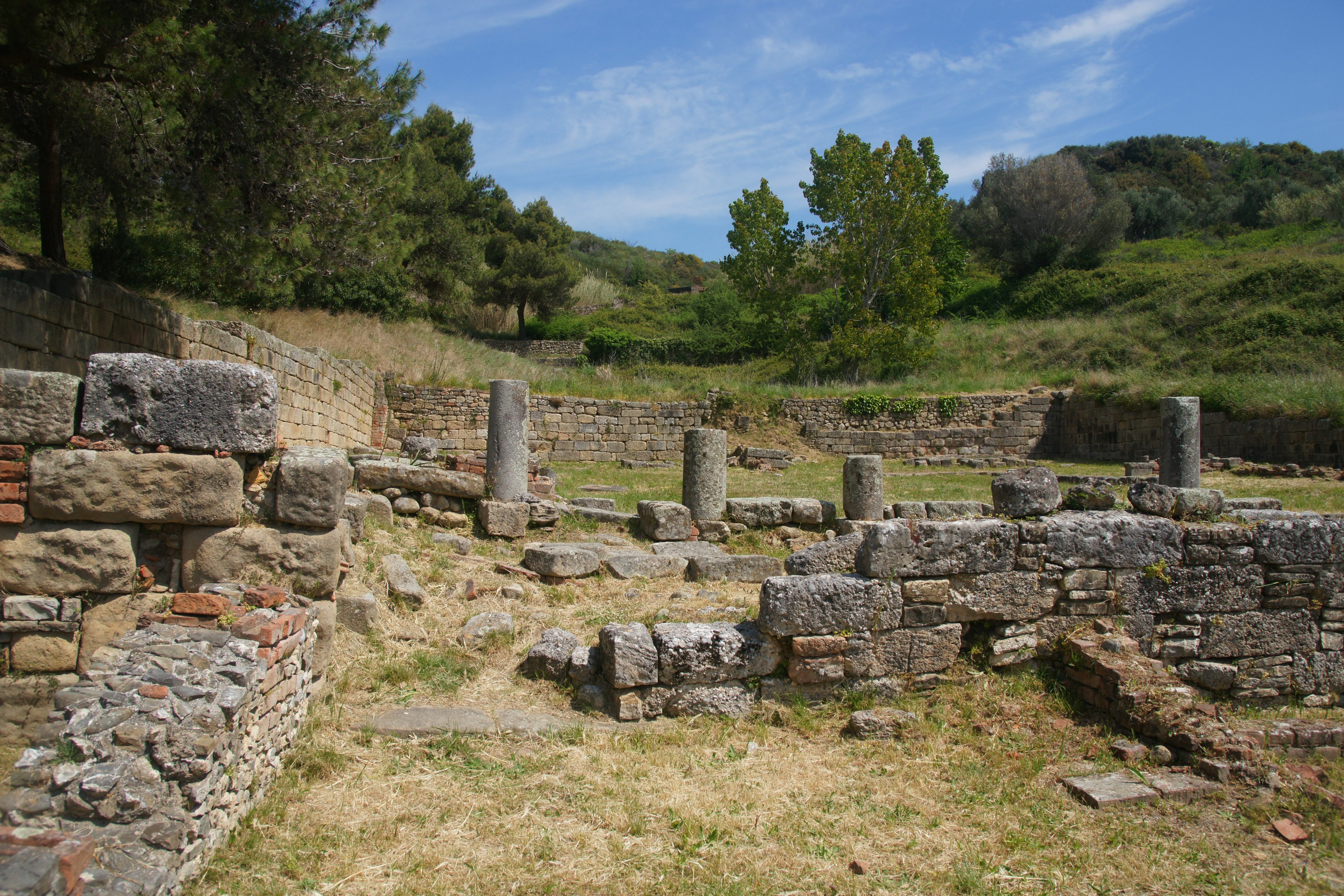
Asklepios-Heiligtum
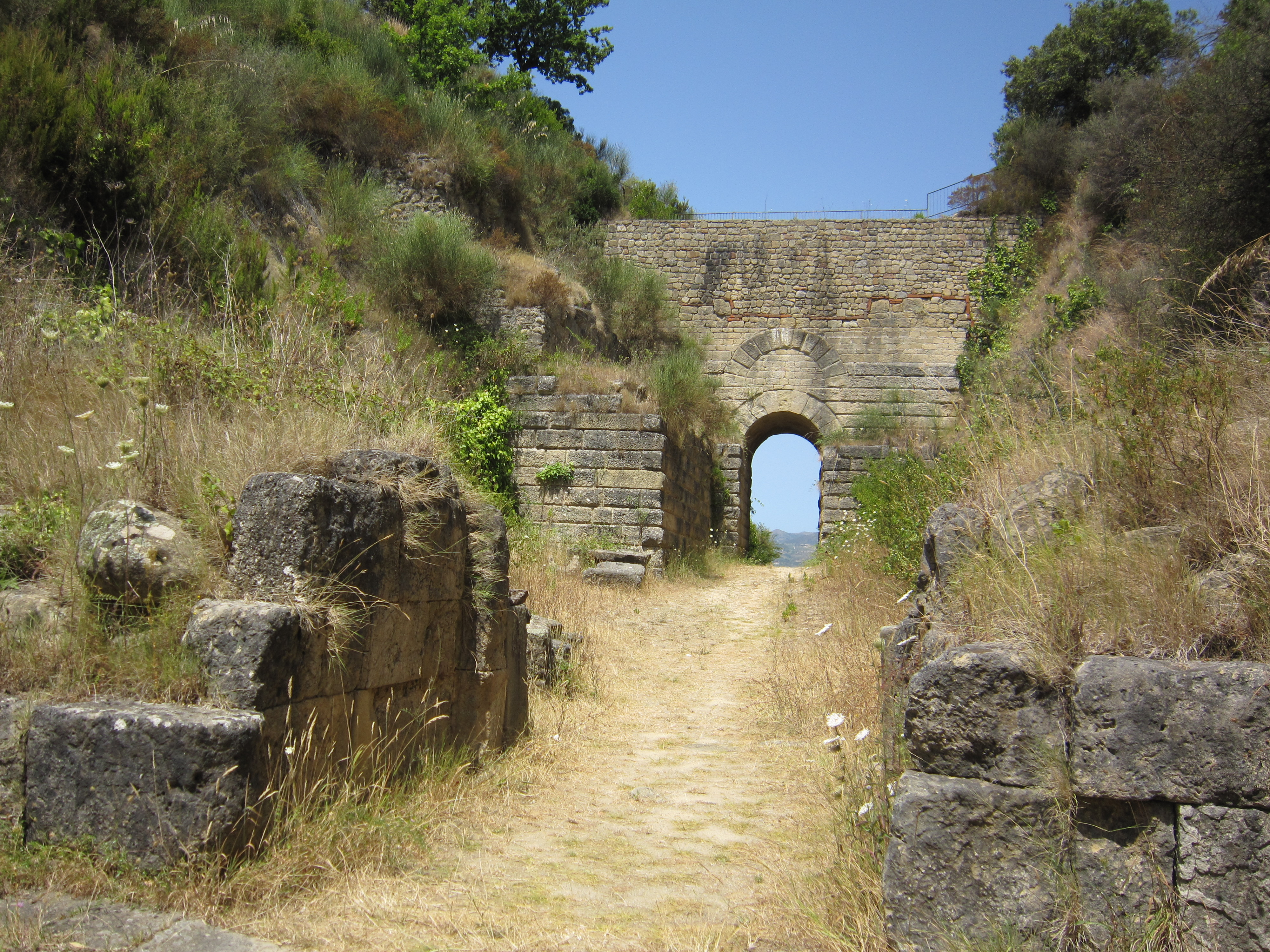
Porta Rosa
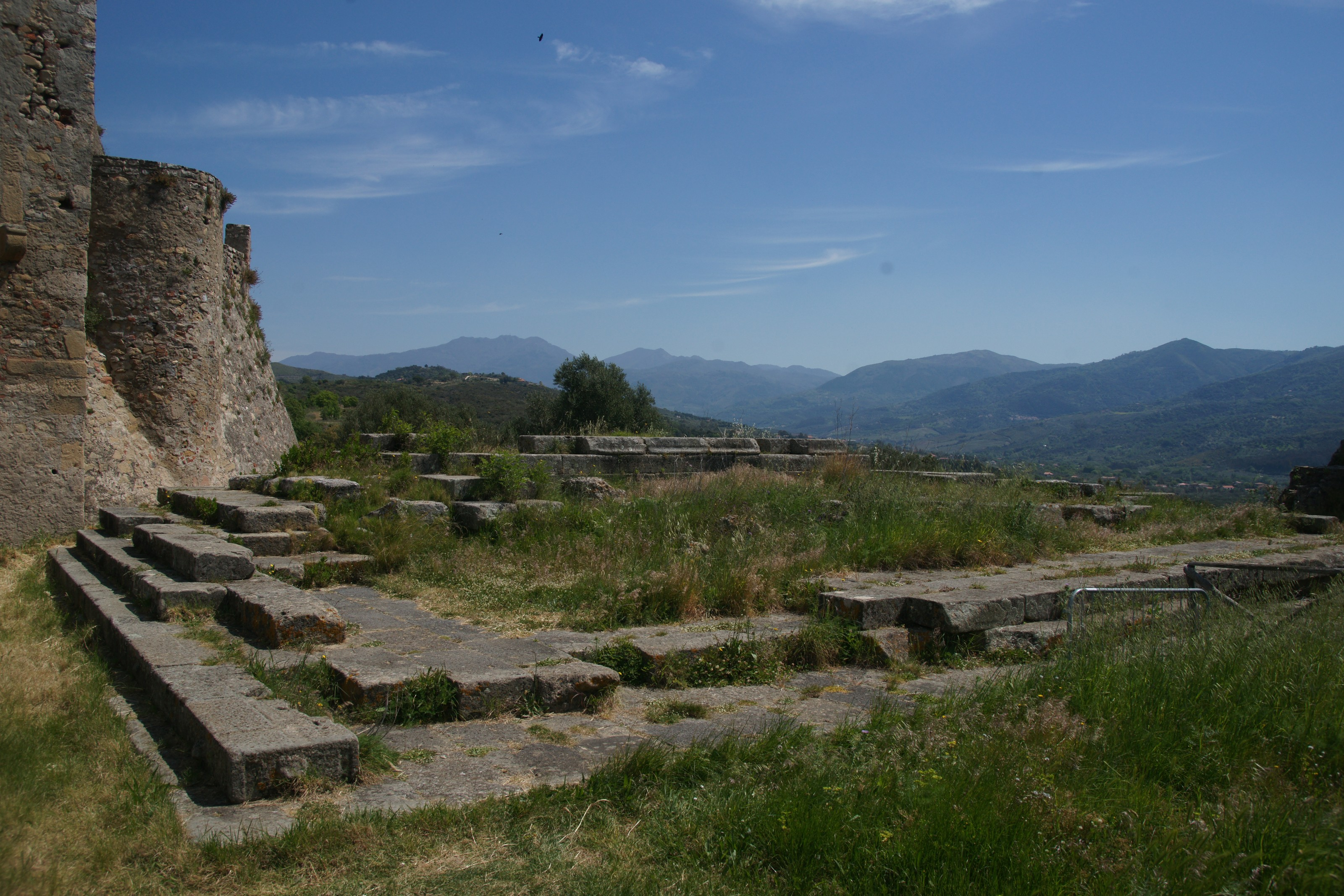
Akropolis-Tempel
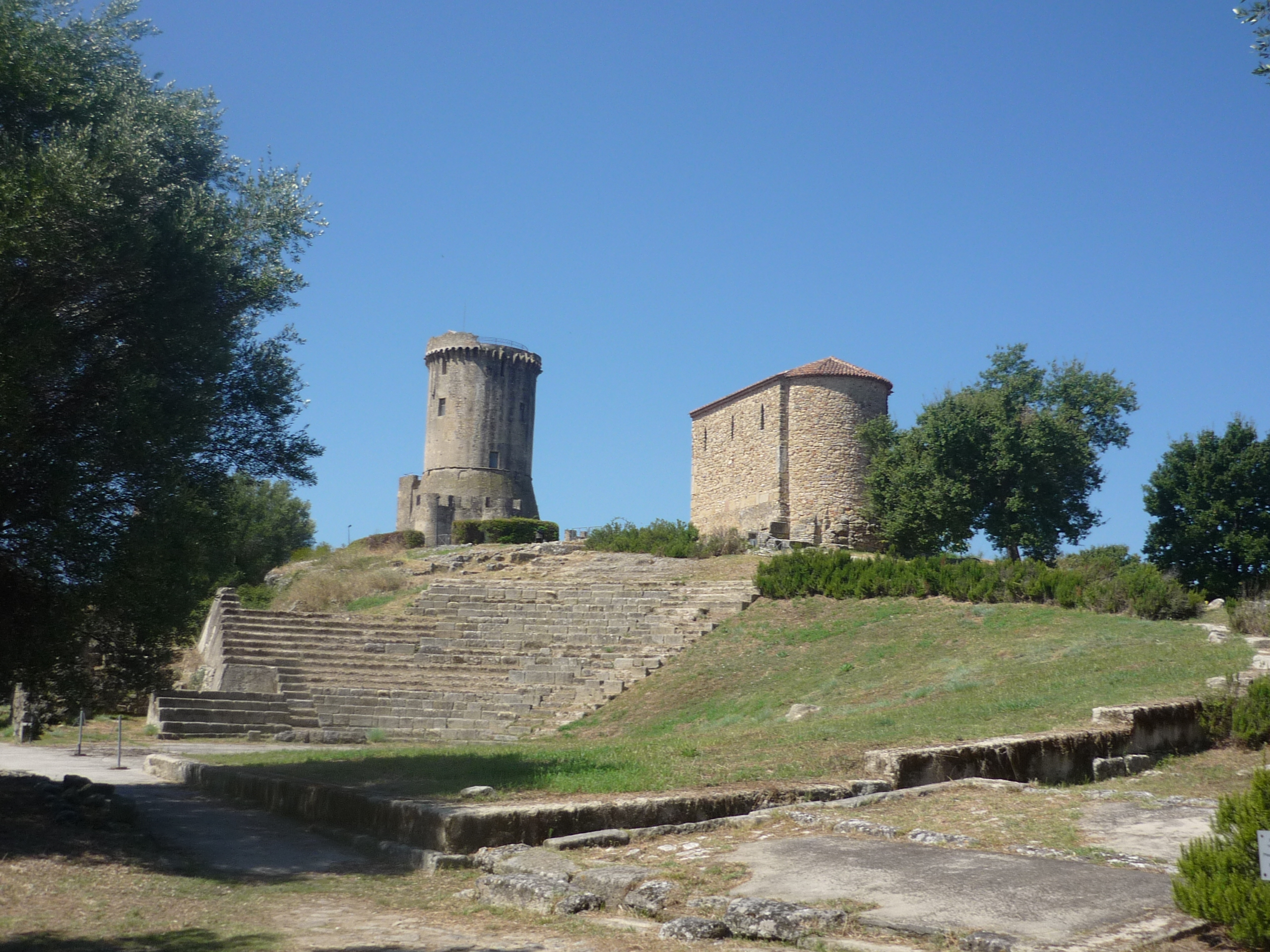
Theater, Normannenturm und Capella Palatina